# Vid vägen
Vid vägen (danska: Ved Vejen) är en dansk-svensk-brittisk dramafilm från 1988 i regi av Max von Sydow. Den är baserad på författaren Herman Bangs novell Ved Vejen som ingår i samlingen Stilla existenser från 1886. Filmen premiärvisades den 19 augusti 1988. 

## Om filmen
Max von Sydow drömde om att göra Vid vägen i 25 år som skådespelare. Han hade läst ett avsnitt i radio. Vid inspelningen av Ingenjör Andrées luftfärd träffade han den danske producenten Bo Christensen. Han berättade om sin filmidé och Christensen föreslog att han skulle regissera filmen själv. Han accepterade erbjudandet och anlitade Sven Nykvist som filmfotograf. Övriga medverkande är danskar och filmen spelades in vid Tystrups kyrka i Danmark. 
Vid 1989 års filmgala fick den en Guldbagge som 1988 års bästa svenska film, och Max von Sydow guldbaggebelönades för bästa regi. Ulrich Breuning och Claus Hesselberg skrev en bok om filmatiseringen Ved vejen - en roman filmatiseres (Gyldendals förlag) som beskriver hur avsnitt i Bangs bok omvandlats till miljöer och repliker i filmen.

## Rollista i urval
- Ole Ernst - Bai
- Tammi Øst - Katinka
- Kurt Ravn - Huus
- Tine Miehe-Renard - Agnes
- Ghita Nørby - Helene Jensen
- Erik Paaske - pastor Linde
- Anne Grete Hilding - fru Linde
- Birthe Backhausen - fru Abel
- Bodil Lassen - Louise Abel
- Vibeke Hastrup - Ida Abel
- Henrik Kofoed - Bentsen
- Kim Harris - lokföraren
- Kjeld Nørgaard - Kiaer
- Birgitte Bruun - Emma
- Dick Kaysø - Andersen